# Križic
Križic falu Horvátországban Belovár-Bilogora megyében. Közigazgatásilag Ivanskához tartozik.

## Fekvése
Belovártól légvonalban 15, közúton 19 km-re délre, községközpontjától 3 km-re délnyugatra, Ivanska és Gornja Šušnjara között fekszik.

## Története
A település már a középkorban is létezett, ezt bizonyítja középkori eredetű kápolnája is. A környező falvakhoz hasonlóan 1552-ben rombolta le a török. A mai falut a török kiűzése után a 17. század közepén katolikus horvát lakossággal telepítették be. 1774-ben az első katonai felmérés térképén „Dorf Krissicz” néven szerepel. A Horvát határőrvidék részeként a Kőrösi ezredhez tartozott. Lipszky János 1808-ban Budán kiadott repertóriumában „Krisicz” a neve.  
Nagy Lajos 1829-ben kiadott művében ugyancsak „Krisicz” néven 50 házzal, 256 katolikus vallású lakossal találjuk. A település 1809 és 1813 között francia uralom alatt állt.
A katonai közigazgatás megszüntetése után Magyar Királyságon belül Horvátország része, Belovár-Kőrös vármegye Belovári járásának része lett. A településnek 1857-ben 237, 1910-ben 377 lakosa volt. Lakói mezőgazdaságból, állattartásból éltek. 1918-ban az új szerb-horvát-szlovén állam, majd később Jugoszlávia része lett. 1941 és 1945 között a németbarát Független Horvát Államhoz, majd a háború után a szocialista Jugoszláviához tartozott. A háború után a fiatalok elvándorlása miatt lakossága folyamatosan csökkent. 1991-től a független Horvátország része. 1991-ben lakosságának 98%-a horvát nemzetiségű volt. A délszláv háború idején mindvégig horvát kézen maradt. 1993 óta az önálló Ivanska község része, azelőtt Csázma községhez tartozott. 2011-ben a településnek 198 lakosa volt. Közösségi ház és tűzoltószerház is áll itt. A helyi fiatalok általában a falu sportpályáján gyűlnek össze.

## Lakossága
| Lakosság változása | Lakosság változása | Lakosság változása | Lakosság változása | Lakosság változása | Lakosság változása | Lakosság változása | Lakosság változása | Lakosság változása | Lakosság változása | Lakosság változása | Lakosság változása | Lakosság változása | Lakosság változása | Lakosság változása | Lakosság változása |
| ------------------ | ------------------ | ------------------ | ------------------ | ------------------ | ------------------ | ------------------ | ------------------ | ------------------ | ------------------ | ------------------ | ------------------ | ------------------ | ------------------ | ------------------ | ------------------ |
| 1857               | 1869               | 1880               | 1890               | 1900               | 1910               | 1921               | 1931               | 1948               | 1953               | 1961               | 1971               | 1981               | 1991               | 2001               | 2011               |
| 237                | 239                | 242                | 298                | 344                | 377                | 375                | 440                | 408                | 412                | 393                | 333                | 282                | 239                | 227                | 198                |

## Nevezetességei
A Szent Kereszt tiszteletére szentelt római katolikus kápolnája a temetőben áll. Az egyhajós, 9 méter hosszú és 6 méter széles épületet a középkorban építették. A 16. században a török lerombolta, majd a 17. században barokk stílusban építették újjá. Középkori eredetét igazolja keleti tájolása, mivel félköríves apszisa a keleti, harangtornya a nyugati oldalon található. Az újjáépített kápolnát 1696-ban említi először Petar Stabarković egyházi vizitátor. 1699-ben változatlan volt az állapota. Az 1701-es vizitáció szerint ekkor már új famennyezete, oltára és szószéke is volt. Oltárán a megfeszített megváltó képe, a kereszt alatt a Szűzanyával és Szent János apostollal volt látható. 1729-ben már két mellékoltárát is említik, melyet közül a bal oldali Szent Tamás apostolnak, a jobb oldali Szent Bertalan apostolnak volt szentelve. Tornya fából épült. 1840-ben a mellékoltárok már Szent Fülöp és Szent András apostoloknak voltak szentelve. 1857-ben az épület új tornyot és tetőzetet kapott. Padozata téglából volt, melyet 1912-ben kerámia lapokra cseréltek. 1936-ban megépítették a mai harangtornyot, ezzel az épület elnyerte mai formáját.

## Kultúra
A falu évente kétszer, tavasszal és ősszel üli meg a Szent Kereszt ünnepét a Križevót. ekkor ellátogatnak ide az innen elszármazottak is.